# سنگ یادبود شیان
سنگ یادبود شیان (به انگلیسی: Xi'an Stele) که گاهی به عنوان سنگ یادبود نسطوری ترجمه می‌شود، یک سنگ یادبود چینی در دودمان تانگ است که در سال ۷۸۱ ساخته شده‌است و مستند ۱۵۰ سال مسیحیت در چین است.